# Nácori Chico
Nácori Chico là một đô thị thuộc bang Sonora, México. Năm 2005, dân số của đô thị này là 1743 người.